# Mattia Cola
Pour les articles homonymes, voir Cola (homonymie).
Mattia Cola, né le 3 mai 1984 à Sondalo, est un biathlète italien. 

## Biographie
Mattia Cola participe aux Championnats du monde junior de 2003 à 2005. En fin d'année 2005, il prend part à l'étape de Coupe du monde d'Hochfilzen.
En 2010, juste après avoir obtenu son meilleur résultat individuel en Coupe du monde à Antholz (26e), il prend part aux Jeux olympiques de Vancouver, où il est 60e du sprint, 55e de la poursuite et 12e du relais.

## Palmarès

### Jeux olympiques d'hiver
| Épreuve / Édition | Individuelle | Sprint | Poursuite | Départ en masse | Relais |
| Vancouver 2010    | -            | 60e    | 55e       | -               | 12e    |

- - : pas de participation à l'épreuve.

### Championnats du monde
| Épreuve / Édition       | Individuelle | Sprint | Poursuite | Départ en masse | Relais | Relais mixte |
| Mondiaux 2008 Östersund | 78e          | -      | -         | -               | 11e    | -            |

Légende :

- : n'a pas participé à l'épreuve

### Coupe du monde
- Meilleur classement général : 90e en 2008.
- Meilleure performance individuelle : 26e.

#### Différents classements en Coupe du monde
| Année     | Classement général final | Sprint | Poursuite | Individuelle | Mass start |
| 2007-2008 | 90e                      | 75e    | -         | -            | -          |
| 2008-2009 | 91e                      | 83e    | 84e       | -            | -          |
| 2009-2010 | 91e                      | 93e    | 64e       | -            | -          |

### IBU Cup
- 2 podiums, dont 1 victoire.